# Авнова
Авнова, лит. Avnova, пол. Awnowa, рос. Авнова  — річка в Литві, у Шяуляйському повіті. Ліва притока Венти (лит. Venta) (басейн Балтійського моря).

## Опис
Довжина річки приблизно 26 км, найкоротша відстань між витоком і гирлом — 18,15 км, коефіцієнт звивистості — 1,44.

## Розташування
Бере початок на південно-східній стороні від села Кентаймян (лит. Kentraičiai). Спочатку тече на південний захід, потім повертає на південний схід. Далі тече через Пашілєняй (лит. Pašilėnai) і впадає в річку Венту.
Біля витоку річки пролягає залізниця лінійної ділянки Клайпеда — Радвилишкис. На відстані 3 км від витоку річки розташована залізнична станція Рауденай (лит. Raudėnų geležinkelio stotis).
Населені пункти вздовж берегової смуги: Бартлаукє (лит. Bartlaukė), Шешкай (лит. Šeškiai), Гірлаукє (лит. Girlaukė), Аунувєнай (лит. Aunuvėnai).
Притоки: Ронжоль, Пашатрія (праві).